# Gelblichweißer Kleinspanner
Der Gelblichweiße Kleinspanner (Scopula floslactata) ist ein Schmetterling (Nachtfalter) aus der Familie der Spanner (Geometridae).

## Merkmale
Die Falter erreichen eine Flügelspannweite von 22 bis 30 Millimetern; in Nordeuropa sind sie mit 20 bis 25 Millimetern Spannweite in der Regel kleiner. Grundfarbe und Zeichnung sind variabel. Die Flügel sind cremeweiß bis gelblichweiß. Über Vorder- und Hinterflügel ziehen sich meist drei Querlinien, deren äußere gezackt ist. Diese ist meist auch immer am kräftigsten ausgebildet. Gelegentlich ist auch die Wellenlinie gut zu sehen. Die Breite der Querlinien scheint durch Feuchtigkeit während der Puppenentwicklung induziert zu sein. Höhere Temperaturen während der Puppenentwicklung ergaben meist Tiere mit feiner Zeichnung. Sehr selten kommen auch fast zeichnungslose Exemplare vor. Saumflecken sind meist vorhanden, können in selteneren Fällen aber auch fehlen. Die Diskalflecke sind klein und fehlen häufig auf den Vorderflügeln oder sind sehr verwaschen. Dagegen sind die Diskalflecke auf den Hinterflügeln fast immer vorhanden. Die Fransen sind manchmal auch geringfügig dunkler als die Grundfarbe.
Das Ei ist oval mit abgeflachter Spitze. Es ist zunächst hellgelb gefärbt und wird kurz vor dem Schlüpfen der Eiraupen purpurrot. Die Oberseite weist 18 Längsrippen auf, die sich mit 25 bis 27 Querrippen kreuzen.
Die Raupe ist relativ schlank und grau oder bräunlich bis rötlichbraun. Die Rückenlinie ist schwärzlich und relativ dünn. Der Kopf ist klein und abgeplattet.
Die Puppe ist hellbraun und relativ schlank. Die deutlichen Einschnürungen zwischen den Segmenten sind häufig intensiver gefärbt.

## Geographische Verbreitung
Der Gelblichweiße Kleinspanner kommt von den Pyrenäen, über Teile von Frankreich und ganz Mitteleuropa sowie östlich über den Ural bis in den russischen Fernen Osten (Insel Sachalin), Nordostchina, Japan und Korea vor. Im Norden reicht das Verbreitungsgebiet bis weit nach Skandinavien und Finnland. Die Art fehlt aber weitgehend in Südeuropa. Isolierte Vorkommen gibt es in Südbulgarien und den Pyrenäen.
In Schottland wird die Nominatunterart von der Unterart Scopula floslactata scotica (Cockayne, 1951) vertreten, die im Durchschnitt etwas kleiner ist und eine dunkle Überstäubung der Flügel aufweist. Die Unterart Scopula floslactata claudata (Prout, 1913) ersetzt die Nominatunterart in Japan. Die Exemplare sind meist sehr zeichnungsarm und schwarz überstäubt. Häufig ist die Mittelbinde die am deutlichsten ausgebildete Querlinie.

## Habitat
Die Art kommt an Waldrändern, Lichtungen, in Heidelandschaften, an Moorrändern und in Gärten und Parklandschaften vor. Allerdings meidet sie im Allgemeinen offene Landschaften. Der Schwerpunkt des Vorkommens liegt in lichten Wäldern und gebüschreichen Tälern, verbuschenden Hängen oder sumpfigen Waldwiesen. Sie bevorzugt feuchte bis halbfeuchte Standorte und kommt vom Flachland bis in etwa 1100 Meter in den Mittelgebirgen, 1200 Meter in den Nordalpen und bis in 1500 Meter in den Südalpen vor.

## Phänologie und Lebensweise
Die Art fliegt in einer Generation von Mai bis Juni, in höheren Lagen auch bis Juli. Im Süden des Verbreitungsgebietes ist unter günstigen Bedingungen eine zweite unvollständige Generation möglich, welche von Juli bis August beobachtet werden kann. Die Hauptaktivität der Falter ist in der Dämmerung; die Tiere werden vom Licht angezogen.
Die Raupen fressen unter anderem an Waldmeister (Galium odoratum), Löwenzahn (Taraxacum officinale), Blaubeere (Vaccinium myrtillus), Roter Heckenkirsche (Lonicera xylosteum), Schwarz-Erle (Alnus glutinosa), Echtem Labkraut (Galium verum), Wiesen-Sauerampfer (Rumex acetosa) und Zaun-Wicke (Vicia sepium). Vermutlich fressen sie auch trockene Blätter von Pappeln (Populus) und Weiden (Salix). Die Raupe überwintert, die Verpuppung erfolgt im Frühjahr in einem mit Erde vermengten Gespinst.

## Systematik
Die Art wurde 1809 von Adrian Hardy Haworth als Phalaena floslactata erstmals wissenschaftlich beschrieben. Hausmann listet sieben ältere mögliche Synonyme, die jedoch nicht mehr identifiziert werden können (Nomina dubia) und eine lange Reihe von Falschschreibungen für diese Art. Andere Namen werden auf Unterartebene akzeptiert. Derzeit werden neben der Nominatunterart die Unterarten Scopula floslactata claudata Prout, 1913 und Scopula floslactata scotica Cockayne, 1951 akzeptiert.

## Gefährdung
Die Art ist deutschlandweit gesehen nicht gefährdet. Sie steht jedoch in Niedersachsen und im Saarland auf der Vorwarnliste (Kategorie 5 bzw. 4), da die Bestände rückläufig sind. Im Stadtstaat Hamburg ist die Art dagegen vom Aussterben bedroht, war jedoch dort schon immer selten.